# Nhạn hông trắng Nepan
Delichon nipalense là một loài chim trong họ Hirundinidae.

## Hình ảnh

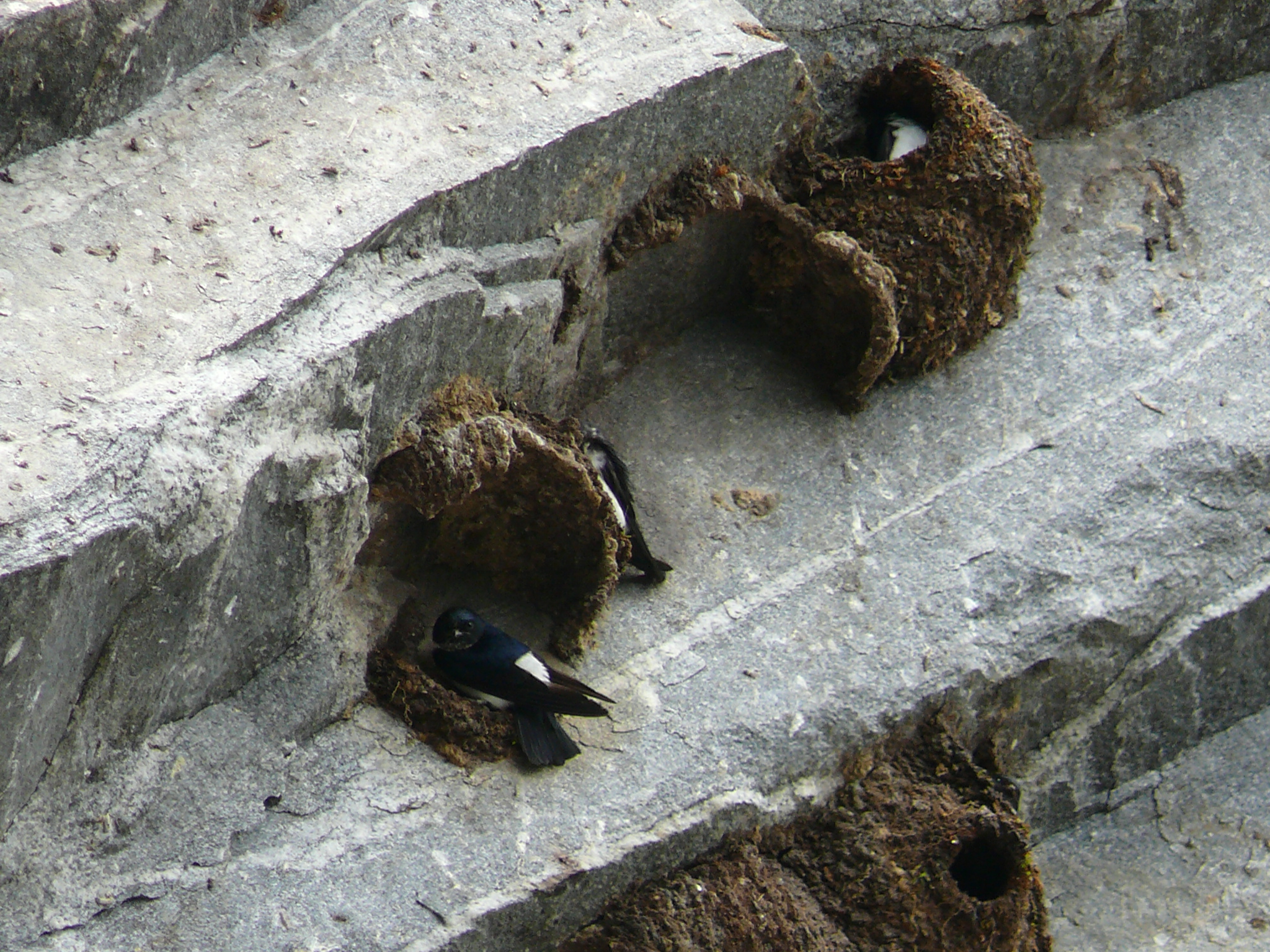
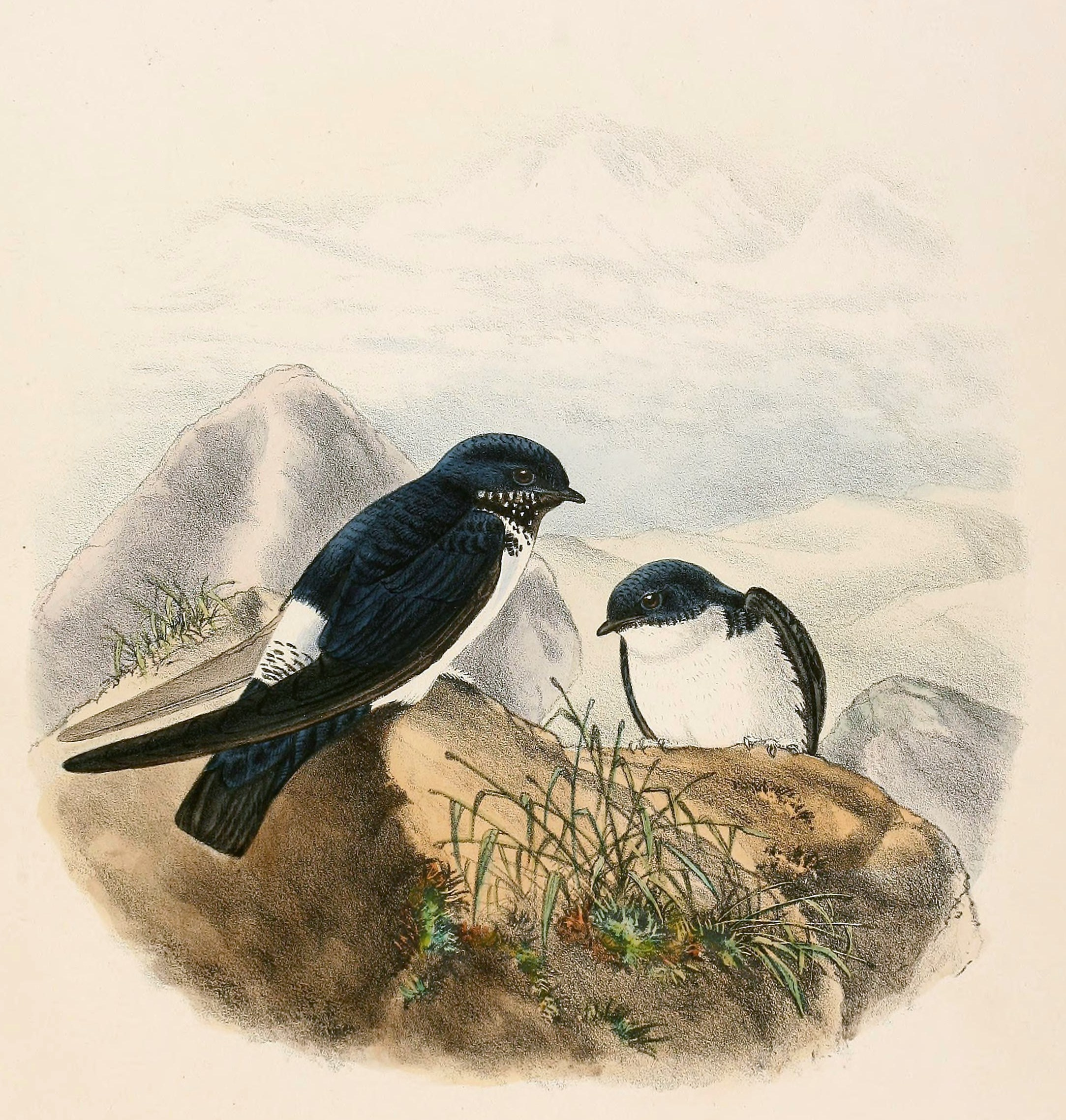
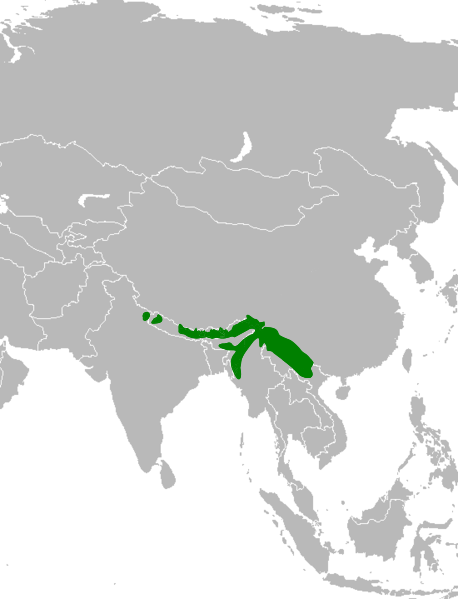